# Liste des maires de Gallargues-le-Montueux
Ce tableau reprend l'ensemble des maires de Gallargues-le-Montueux, commune du Gard (France), ou des personnes qui ont exercé à titre provisoire la fonction de maire, depuis 1790.

## Liste des maires
| Période                                  | Période   | Identité                                                                                        | Étiquette | Qualité                     |
| ---------------------------------------- | --------- | ----------------------------------------------------------------------------------------------- | --------- | --------------------------- |
| 1790                                     | 1792      | Barthélémy Muret (première municipalité élue le 16 novembre 1790)                               |           |                             |
| 1792                                     | 1795      | Jean Devèze                                                                                     |           |                             |
| 1795                                     | 1803      | Thomas Burnet                                                                                   |           |                             |
| 1803                                     | 1808      | Jean Bruneton                                                                                   |           |                             |
| 1808                                     | 1814      | Jean Salles                                                                                     |           |                             |
| 1814                                     | 1819      | Henri Defferre                                                                                  |           |                             |
| 1819                                     | 1828      | Henri Bérard                                                                                    |           |                             |
| 1828                                     | 1830      | Jean Bérard                                                                                     |           |                             |
| 1830                                     | 1831      | Pierre Moline                                                                                   |           |                             |
| 1831                                     | 1835      | François Runel                                                                                  |           |                             |
| 1835                                     | 1847      | Jacques Bruguier                                                                                |           |                             |
| 1847                                     | 1851      | Hypolite Espion                                                                                 |           |                             |
| 1851                                     | 1852      | Jean Cabanis                                                                                    |           |                             |
| 1852                                     | 1856      | Jacques Bruguier                                                                                |           |                             |
| 1856                                     | 1869      | Espion Dublet                                                                                   |           |                             |
| 1869                                     | 1870      | Daumas Runel (de janvier à septembre)                                                           |           |                             |
| 1870                                     | 1871      | Brun Minvielle (de septembre à avril)                                                           |           |                             |
| 1871                                     | 1871      | Emile Espion (d'avril à Juillet)                                                                |           |                             |
| 1871                                     | 1876      | Pierre Vigouroux                                                                                |           |                             |
| 1876                                     | 1883      | Etienne Gachon                                                                                  |           |                             |
| 1883                                     | 1890      | Cléon Cabanis (à partir de 1884 les Maires cessent d'être désignés par le Préfet ils sont élus) |           |                             |
| 1890                                     | 1896      | Scipion Brun                                                                                    |           |                             |
| 1896                                     | 1900      | Camille Angevin                                                                                 |           |                             |
| 1900                                     | 1908      | Jean Malhole                                                                                    |           |                             |
| 1908                                     | 1912      | Albert Pons                                                                                     |           |                             |
| 1912                                     | 1919      | Fernand Amphoux                                                                                 |           |                             |
| 1919                                     | 1920      | Ulysse Louche                                                                                   |           |                             |
| 1920                                     | 1925      | Victor Marcellin                                                                                |           |                             |
| 1925                                     | 1929      | Samuel Raous                                                                                    |           |                             |
| 1929                                     | 1937      | Léon Manset                                                                                     |           |                             |
| 1937                                     | 1941      | Aimé Girard                                                                                     |           |                             |
| 1941                                     | 1944      | Marcel Dublet (Président de la délégation spéciale)                                             |           | nommé par le préfet du Gard |
| 1944                                     | 1945      | Aimé Girard (Président du Comité local de Libération)                                           |           | nommé par le préfet du Gard |
| 1945                                     | 1947      | Louis Aubanel                                                                                   | SE        |                             |
| 1947                                     | 1959      | Marcel Dublet                                                                                   | SE        |                             |
| 1959                                     | 1971      | André Brun                                                                                      | SE        | Agriculteur                 |
| 1971                                     | mars 1977 | Alain Daudet                                                                                    | DVG       | Médecin                     |
| mars 1977                                | mars 1989 | Roger Julien                                                                                    | DVG       | Boulanger                   |
| mars 1989                                | juin 1995 | Marcelle Chappert                                                                               | PS        | Enseignante                 |
| juin 1995                                | mars 2014 | René Pourreau                                                                                   | SE        | Avocat                      |
| mars 2014                                | En cours  | Freddy Cerda                                                                                    | SE        | Chef d'entreprise           |
| Les données manquantes sont à compléter. |           |                                                                                                 |           |                             |